# Switłana Mazij
Switłana Iwaniwna Mazij, po mężu Paczkun (ukr. Світлана Іванівна Мазій [Пачкун], ur. 30 stycznia 1968 w Kijowie) – ukraińska wioślarka, dwukrotna srebrna medalistka olimpijska.
Brała udział w czterech igrzyskach olimpijskich (IO 88, IO 96, IO 00, IO 04). Po pierwszy medal sięgnęła w 1988 w czwórce podwójnej. Startowała wówczas w barwach ZSRR, osiem lat później ponownie wywalczyła srebro w tej konkurencji, już jako reprezentantka Ukrainy. W barwach ZSRR zdobyła srebro mistrzostw świata w czwórkach podwójnych w 1989 i 1990 oraz brąz w 1987. Dla Ukrainy zdobywała brąz w 1994, 1997 oraz srebro w 1999.